# Кудлак Іван Васильович
Іван Васильович Кудла́к (3 березня 1915, Гнатковичі — 8 січня 1983, Івано-Франківськ) — український радянський майстер різьблення по дереву; член Спілки радянських художників України з 1961 року.

## Біографія
Народився 3 березня 1915 року в селі Гнатковичах (нині Перемишльський повіт Підкарпатського воєводства Польщі) в багатодітній сім'ї. 1945 року переїхав до Станіслава (нині Івано-Франківськ), де того ж року став працювати науковим співробітником відділу етнографії краєзнавчого музею. З 1951 року працював художником декоративно-ужиткового мистецтва Станіславського обласного товариства художників (потім перейменованого в Івано-Франківські художньо-виробничі майстерні).
Мешкав у Івано-Франківську в будинку на вулиці Шевченка, № 78, квартира № 3. Помер в Івано-Франківську 8 січня 1983 року. Похований на Івано-Франківському міському кладовищі у Чукалівці.

## Творчість
Працював у галузі декоративного мистецтва (декоративна різьба та інкрустація на дереві). Серед робіт:
- шкатулка «Станіславівщина» (1952);
- декоративні тарелі з портретами Богдана Хмельницького (1953), Івана Франка (1956), Тараса Шевченка (1964);
- оправи для альбомів (1959—1982);
- вішалка для рушника (1960);
- іконостас у церкві Успіння Пресвятої Богородиці в селі Крихівці поблизу Івано-Франківська (1962—1963);
- настінні плакетки «Гонта», «Залізняк» (обидві — 1964);
- меблі, інкрустовані деревом, металом, перламутром.

Брав участь в обласних, республіканських та всесоюзних мистецьких виставках з 1952 року.
Окремі вироби майстра зберігаються в Музеї етнографії та художнього промислу у Львові.